# Thống đốc Gibraltar
Thống đốc Gibraltar (tiếng Anh: Governor of Gibraltar) là đại diện của quân chủ Vương quốc Anh tại lãnh thổ hải ngoại Gibraltar thuộc Anh. Thống đốc được bổ nhiệm bởi quốc vương theo lời khuyên của Chính phủ Anh Quốc. Vai trò của thống đốc như một nguyên thủ quốc gia trên thực tế. Họ có trách nhiệm bổ nhiệm Thủ hiến Gibraltar, cùng với các thành viên khác của Chính phủ Gibraltar sau một cuộc tổng tuyển cử. Thống đốc giữ vai trò là tổng tư lệnh các lực lượng quân sự của Gibraltar và chịu trách nhiệm duy nhất về quốc phòng và an ninh. Mặc dù những người được bổ nhiệm gần đây đều là cựu quân nhân, nhưng Ngài James Dutton - người đã từ chức vào năm 2015, phàn nàn rằng: "Vị trí thống đốc mang tính đại diện và nghi lễ hơn tôi mong đợi".
Thống đốc có lá cờ riêng của mình ở Gibraltar, Cờ Liên minh được gắn quốc huy của lãnh thổ. Tuy nhiên, tại dinh thự chính thức của thống đốc (The Convent), cờ Liên minh và cờ của Gibraltar đều cùng hiện diện.

## Danh sách Thống đốc Gibraltar
(Ngày in nghiêng biểu thị  de facto  tiếp tục giữ chức vụ)
| Ảnh                              | Nhiệm kỳ                                               | Đương nhiệm                                                 | Chú thích                                                                     |
| -------------------------------- | ------------------------------------------------------ | ----------------------------------------------------------- | ----------------------------------------------------------------------------- |
|                                  | ngày 4 tháng 8 năm 1704                                | chiếm đống bởi Habsburg                                     | chiếm đống bởi Habsburg                                                       |
| Prince George of Hesse-Darmstadt | 4 tháng 8 năm 1704 đến 6 tháng 8 năm 1704              | Thống chế Hoàng tử George xứ Hesse-Darmstadt, Thống đốc     | Được bổ nhiệm bởi Đại Công tước Charles                                       |
|                                  | 6 tháng 8 năm 1704 đến tháng 11 năm 1704               | Thiếu tướng Bá tước thứ nhất xứ Valdesoto, Thống đốc        | Được bổ nhiệm bởi Đại Công tước Charles                                       |
|                                  | 24 tháng 12 năm 1704 đến ngày 24 tháng 12 năm 1707     | Thiếu tướng John Shrimpton, Thống đốc                       | Được bổ nhiệm bởi Đại Công tước Charles                                       |
| Roger Elliott                    | 24 tháng 12 năm 1707 đến 24 tháng 1 năm 1711           | Thiếu tướng Roger Elliott, Thống đốc                        |                                                                               |
|                                  | 24 tháng 1 năm 1711 đến 13 tháng 7 năm 1713            | Thomas Stanwix, Thống đốc                                   |                                                                               |
|                                  | 13 tháng 7 năm 1713                                    | Tây Ban Nha nhượng Gibraltar cho Anh trong Hiệp ước Utrecht | Tây Ban Nha nhượng Gibraltar cho Anh trong Hiệp ước Utrecht                   |
|                                  | 13 tháng 7 năm 1713 đến ngày 7 tháng 8 năm 1713        | Chuẩn tướng Thomas Stanwix, Thống đốc                       |                                                                               |
| Bá tước xứ Portmore              | 7 tháng 8 năm 1713 đến 20 tháng 10 năm 1720            | Tướng Bá tước xứ Portmore, Thống đốc                        |                                                                               |
| Richard Kane                     | 20 tháng 10 năm 1720 đến 2 tháng 2 năm 1727            | Richard Kane, Tướng                                         |                                                                               |
|                                  | 2 tháng 2 năm 1727 đến ngày 13 tháng 5 năm 1730        | Jasper Clayton, Thống đốc                                   |                                                                               |
|                                  | 15 tháng 5 năm 1730 đến ngày 24 tháng 10 năm 1739      | Tướng Joseph Sabine, Thống đốc                              |                                                                               |
|                                  | 24 tháng 10 năm 1739 đến 22 tháng 4 năm 1740           | Francis Columbine, Thống đốc                                |                                                                               |
|                                  | 22 tháng 4 năm 1740 đến 14 tháng 3 năm 1748/9          | William Hargrave, Thống đốc                                 |                                                                               |
|                                  | 14 tháng 3 1748/9 đến 31 tháng 5 năm 1754              | Humphrey Bland, Thống đốc                                   |                                                                               |
|                                  | 31 tháng 5 năm 1754 đến 12 tháng 7 năm 1756            | Thomas Fowke, Thống đốc                                     |                                                                               |
| Lãnh chúa Tyrawley               | 12 Tháng 7 năm 1756 đến ngày 16 tháng 4 năm 1757       | Lieutenant-General Lãnh chúa Tyrawley, Thống đốc            | Sau đó được thăng làm thống chế.                                              |
| William Home                     | 16 tháng 4 năm 1757 đến 28 tháng 4 năm 1761            | Bá tước xứ Home, Thống đốc                                  |                                                                               |
|                                  | 28 tháng 4 năm 1761 đến 23 tháng 6 năm 1761            | John Toovey, Thống đốc tạm quyền                            |                                                                               |
|                                  | 13 tháng 6 năm 1761 đến 14 tháng 6 năm 1761            | Thiếu tướng John Parslow, Thống đốc tạm quyền               |                                                                               |
| Edward Cornwallis                | 14 tháng 6 năm 1761 đến tháng 1 năm 1776               | Edward Cornwallis, Thống đốc                                |                                                                               |
|                                  | 1765 đến 1767                                          | John Irwin, Thống đốc tạm quyền                             |                                                                               |
|                                  | Tháng 1 năm 1776 đến ngày 25 tháng 5 năm 1777          | Robert Boyd, Thống đốc tạm quyền                            | nhiệm kỳ 1                                                                    |
| George Augustus Eliott           | 25 tháng 5 năm 1777 đến 14 tháng 6 năm 1787            | George Augustus Eliott, Thống đốc                           | - Cuộc vây hãm Gibraltar vĩ đại - (24 tháng 6 năm 1779-7 tháng 2 năm 1783)    |
| Lãnh chúa Heathfield             | 14 tháng 6 năm 1787 đến tháng 7 năm 1790               | Lãnh chúa Heathfield, Thống đốc                             |                                                                               |
|                                  | Tháng 7 năm 1790 đến tháng 10 năm 1790                 | Ngài Robert Boyd, Thống đốc tạm quyền                       |                                                                               |
|                                  | Tháng 10 năm 1790 đến ngày 13 tháng 5 năm 1794         | Quý ngài Robert Boyd, Thống đốc                             | nhiệm kỳ 2                                                                    |
| Henry Clinton                    | 1794–1795                                              | Henry Clinton, Thống đốc                                    | Chết ở London trước khi đảm nhận chức vụ                                      |
|                                  | 13 tháng 5 năm 1794 đến 30 tháng 12 năm 1795           | Charles Rainsford, Thống đốc                                | Robert Boyd là người chỉ huy thứ hai và đảm nhận vị trí sau cái chết của ông  |
| Charles O'Hara                   | ngày 30 tháng 12 năm 1795 to ngày 25 tháng 2 năm 1802  | Charles O'Hara, Governor                                    |                                                                               |
|                                  | ngày 25 tháng 2 năm 1802 to ngày 10 tháng 5 năm 1802   | Charles Barnett, Governor                                   |                                                                               |
| The Duke of Kent                 | ngày 24 tháng 5 năm 1802 to ngày 23 tháng 1 năm 1820   | The Duke of Kent                                            |                                                                               |
| Thomas Trigge                    | ngày 2 tháng 5 năm 1803 to ngày 17 tháng 12 năm 1804   | Sir Thomas Trigge, acting Governor                          | For the Duke of Kent                                                          |
| Henry Edward Fox                 | ngày 17 tháng 12 năm 1804 to June 1806                 | Henry Edward Fox, acting Governor                           | For the Duke of Kent                                                          |
|                                  | June 1806 to November 1806                             | James Drummond, acting Governor                             | 1st Term; for the Duke of Kent                                                |
| Sir Hew Dalrymple                | November 1806 to August 1808                           | Sir Hew Dalrymple, acting Governor                          | For the Duke of Kent                                                          |
|                                  | August 1808 to May 1809                                | James Drummond, acting Governor                             | 2nd Term; for the Duke of Kent                                                |
| Sir John Francis Cradock         | May 1809 to August 1809                                | Sir John Cradock, acting Governor                           | For the Duke of Kent                                                          |
|                                  | August 1809 to October 1809                            | Brigadier-General John Smith, acting Governor               | For the Duke of Kent Sir John Smith from 1831, later promoted to full general |
|                                  | October 1809 to November 1809                          | Alex McKenzie Fraser, acting Governor                       | For the Duke of Kent                                                          |
|                                  | November 1809 to ngày 2 tháng 4 năm 1814               | Colin Campbell, acting Governor                             | For the Duke of Kent                                                          |
| George Don                       | ngày 3 tháng 4 năm 1814 to ngày 15 tháng 11 năm 1821   | Sir George Don, acting Governor                             | 1st Term; for the Duke of Kent                                                |
| The Earl of Chatham              | ngày 29 tháng 1 năm 1820 to 1835                       | The Earl of Chatham, Governor                               |                                                                               |
| George Don                       | ngày 7 tháng 6 năm 1825 to ngày 20 tháng 6 năm 1830    | Sir George Don, acting Governor                             | 2nd Term; for the Earl of Chatham                                             |
|                                  | ngày 20 tháng 6 năm 1830                               | Gibraltar becomes a British Crown colony                    | Gibraltar becomes a British Crown colony                                      |
| George Don                       | ngày 20 tháng 6 năm 1830 to ngày 10 tháng 5 năm 1831   | Sir George Don, acting Governor                             | 2nd Term; for the Earl of Chatham                                             |
|                                  | ngày 10 tháng 5 năm 1831 to ngày 29 tháng 5 năm 1835   | Sir William Houston, acting Governor                        | For the Earl of Chatham                                                       |
| Sir Alexander Woodford           | ngày 28 tháng 2 năm 1835 to ngày 11 tháng 10 năm 1842  | Sir Alexander Woodford, Governor                            |                                                                               |
| Sir Robert Thomas Wilson         | ngày 11 tháng 10 năm 1842 to ngày 12 tháng 12 năm 1848 | Sir Robert Wilson, Governor                                 |                                                                               |
|                                  | ngày 12 tháng 12 năm 1848 to ngày 26 tháng 7 năm 1855  | Sir Robert Gardiner, Governor                               |                                                                               |
|                                  | ngày 26 tháng 7 năm 1855 to ngày 5 tháng 5 năm 1859    | Sir James Fergusson, Governor                               |                                                                               |
|                                  | ngày 5 tháng 5 năm 1859 to ngày 21 tháng 9 năm 1865    | Sir William Codrington, Governor                            |                                                                               |
|                                  | ngày 21 tháng 9 năm 1865 to ngày 25 tháng 7 năm 1870   | Sir Richard Airey, Governor                                 |                                                                               |
| Sir William Williams             | ngày 25 tháng 7 năm 1870 to ngày 23 tháng 6 năm 1876   | Sir William Williams, Governor                              |                                                                               |
| The Lord Napier of Magdala       | ngày 23 tháng 6 năm 1876 to ngày 3 tháng 1 năm 1883    | The Lord Napier of Magdala, Governor                        |                                                                               |
|                                  | ngày 3 tháng 1 năm 1883 to ngày 2 tháng 11 năm 1886    | Sir John Miller Adye, Governor                              |                                                                               |
|                                  | ngày 2 tháng 11 năm 1886 to ngày 23 tháng 8 năm 1890   | Sir Arthur Hardinge, Governor                               |                                                                               |
|                                  | ngày 23 tháng 8 năm 1890 to ngày 27 tháng 1 năm 1891   | Sir Leicester Smyth, Governor                               |                                                                               |
|                                  | ngày 27 tháng 1 năm 1891 to ngày 31 tháng 3 năm 1891   | Sir Henry Richard Legge Newdigate, acting Governor          |                                                                               |
|                                  | ngày 31 tháng 3 năm 1891 to ngày 27 tháng 6 năm 1893   | Sir Lothian Nicholson, Governor                             |                                                                               |
|                                  | ngày 27 tháng 6 năm 1893 to ngày 7 tháng 8 năm 1893    | G.J. Smart, acting Governor                                 |                                                                               |
|                                  | ngày 7 tháng 8 năm 1893 to ngày 22 tháng 5 năm 1900    | Sir Robert Biddulph, Governor                               |                                                                               |
| Sir George Stuart White          | ngày 22 tháng 5 năm 1900 to ngày 1 tháng 8 năm 1905    | Sir George Stuart White, Governor                           |                                                                               |
|                                  | ngày 1 tháng 8 năm 1905 to ngày 30 tháng 7 năm 1910    | Sir Frederick Forestier-Walker, Governor                    |                                                                               |
| Sir Archibald Hunter             | ngày 30 tháng 7 năm 1910 to ngày 11 tháng 7 năm 1913   | Sir Archibald Hunter, Governor                              |                                                                               |
| Sir Herbert Miles                | ngày 11 tháng 7 năm 1913 to ngày 9 tháng 7 năm 1918    | Sir Herbert Miles, Governor                                 |                                                                               |
| Sir Horace Smith-Dorrien         | ngày 9 tháng 7 năm 1918 to ngày 26 tháng 5 năm 1923    | Sir Horace Smith-Dorrien, Governor                          |                                                                               |
|                                  | ngày 26 tháng 5 năm 1923 to ngày 13 tháng 8 năm 1928   | Sir Charles Monro, Governor                                 |                                                                               |
| Sir Alexander Godley             | ngày 13 tháng 8 năm 1928 to ngày 13 tháng 5 năm 1933   | Sir Alexander Godley, Governor                              |                                                                               |
| Sir Charles Harington            | ngày 13 tháng 5 năm 1933 to ngày 12 tháng 8 năm 1938   | Sir Charles Harington, Governor                             |                                                                               |
| Sir Edmund Ironside              | ngày 12 tháng 8 năm 1938 to ngày 11 tháng 7 năm 1939   | Sir Edmund Ironside, Governor                               |                                                                               |
|                                  | ngày 11 tháng 7 năm 1939 to ngày 14 tháng 5 năm 1941   | Sir Clive Gerard Liddell, Governor                          |                                                                               |
| The Viscount Gort                | ngày 14 tháng 5 năm 1941 to ngày 31 tháng 5 năm 1942   | The Viscount Gort, Governor                                 |                                                                               |
|                                  | ngày 31 tháng 5 năm 1942 to ngày 14 tháng 2 năm 1944   | Sir Noel Mason-Macfarlane, Governor                         |                                                                               |
|                                  | ngày 14 tháng 2 năm 1944 to ngày 8 tháng 2 năm 1947    | Sir Ralph Eastwood, Governor                                |                                                                               |
| Sir Kenneth Arthur Noel Anderson | ngày 8 tháng 2 năm 1947 to ngày 23 tháng 4 năm 1952    | Sir Kenneth Anderson, Governor                              |                                                                               |
|                                  | ngày 23 tháng 4 năm 1952 to ngày 6 tháng 5 năm 1955    | Sir Gordon MacMillan, Governor                              |                                                                               |
| Tập tin:Sir-Harold-Redman.jpg    | ngày 6 tháng 5 năm 1955 to ngày 16 tháng 4 năm 1958    | Sir Harold Redman, Governor                                 |                                                                               |
|                                  | ngày 16 tháng 4 năm 1958 to ngày 8 tháng 6 năm 1962    | Sir Charles Keightley, Governor                             |                                                                               |
|                                  | ngày 8 tháng 6 năm 1962 to ngày 5 tháng 8 năm 1965     | Sir Alfred Ward, Governor                                   |                                                                               |
|                                  | ngày 5 tháng 8 năm 1965 to March 1969                  | Sir Gerald Lathbury, Governor                               |                                                                               |
|                                  | March 1969 to ngày 3 tháng 10 năm 1973                 | Admiral of the Fleet Sir Varyl Begg, Governor               |                                                                               |
|                                  | ngày 3 tháng 10 năm 1973 to ngày 30 tháng 5 năm 1978   | Marshal of the RAF Sir John Grandy, Governor                |                                                                               |
|                                  | ngày 30 tháng 5 năm 1978 to 1981                       | General Sir William Jackson, Governor                       |                                                                               |
|                                  | 1981                                                   | Gibraltar becomes a British dependent territory             | Under the British Nationality Act 1981                                        |
|                                  | 1981 to ngày 26 tháng 10 năm 1982                      | General Sir William Jackson, Governor                       |                                                                               |
|                                  | ngày 26 tháng 10 năm 1982 to ngày 19 tháng 11 năm 1985 | Admiral Sir David Williams, Governor                        |                                                                               |
|                                  | ngày 19 tháng 11 năm 1985 to December 1989             | Air Chief Marshal Sir Peter Terry, Governor                 |                                                                               |
| Tập tin:Sir Derek Reffell.png    | December 1989 to April 1993                            | Sir Derek Reffell, Governor                                 |                                                                               |
| Tập tin:Sir John Chapple.jpg     | April 1993 to ngày 5 tháng 12 năm 1995                 | Sir John Chapple, Governor                                  |                                                                               |
| Tập tin:Sir Hugo White.png       | ngày 5 tháng 12 năm 1995 to ngày 19 tháng 2 năm 1997   | Admiral Sir Hugo White, Governor                            |                                                                               |
| Sir Richard Luce                 | ngày 24 tháng 2 năm 1997 to ngày 21 tháng 3 năm 2000   | Sir Richard Luce, Governor                                  |                                                                               |
|                                  | ngày 21 tháng 3 năm 2000 to ngày 5 tháng 4 năm 2000    | Paul Speller, acting Governor                               |                                                                               |
| Tập tin:Sir David Durie.png      | ngày 5 tháng 4 năm 2000 to 2002                        | David Durie, Governor                                       |                                                                               |
|                                  | 2002                                                   | Gibraltar becomes a British overseas territory              | Under the British Overseas Territories Act 2002                               |
| Tập tin:Sir David Durie.png      | 2002 to ngày 16 tháng 5 năm 2003                       | David Durie, Governor                                       | Sir David Durie from ngày 1 tháng 1 năm 2003                                  |
| Tập tin:DavidBlunt.png           | ngày 16 tháng 5 năm 2003 to ngày 27 tháng 5 năm 2003   | David Blunt, acting Governor                                |                                                                               |
| Sir Francis Richards             | ngày 27 tháng 5 năm 2003 to ngày 17 tháng 7 năm 2006   | Sir Francis Richards, Governor                              |                                                                               |
| Mr Philip Barton                 | ngày 17 tháng 7 năm 2006 to ngày 27 tháng 9 năm 2006   | Philip Barton, acting Governor                              |                                                                               |
| Sir Robert Fulton                | ngày 27 tháng 9 năm 2006 to ngày 21 tháng 10 năm 2009  | Lieutenant-General Sir Robert Fulton, Governor              |                                                                               |
| Lesley Pallett                   | ngày 21 tháng 10 năm 2009 to ngày 26 tháng 10 năm 2009 | Lesley Pallett, acting Governor                             | [ 2 ]                                                                         |
| Sir Adrian Johns                 | ngày 26 tháng 10 năm 2009 to ngày 13 tháng 11 năm 2013 | Vice Admiral Sir Adrian Johns, Governor                     | [ 3 ] [ 4 ]                                                                   |
| Alison MacMillan                 | ngày 13 tháng 11 năm 2013 to ngày 6 tháng 12 năm 2013  | Alison MacMillan, acting Governor                           | [ 5 ]                                                                         |
| Sir James Benjamin Dutton        | ngày 6 tháng 12 năm 2013 to ngày 28 tháng 9 năm 2015   | Lieutenant General Sir James Dutton, Governor               | [ 6 ] [ 7 ]                                                                   |
| Alison MacMillan                 | ngày 28 tháng 9 năm 2015 to ngày 19 tháng 1 năm 2016   | Alison MacMillan, acting Governor                           | [ 8 ]                                                                         |
| Ed Davis                         | ngày 19 tháng 1 năm 2016 to ngày 18 tháng 2 năm 2020   | Lieutenant General Ed Davis, Governor                       | [ 9 ]                                                                         |
| Nick Pyle                        | ngày 18 tháng 2 năm 2020 to ngày 11 tháng 6 năm 2020   | Nick Pyle OBE, acting Governor                              | [ 10 ]                                                                        |
| Sir David Steel                  | ngày 11 tháng 6 năm 2020 to present                    | Vice Admiral Sir David Steel, Governor                      | [ 11 ]                                                                        |